# Mullinger Swamp Conservation Park
Mullinger Swamp Conservation Park är en park i Australien. Den ligger i delstaten South Australia, omkring 300 kilometer sydost om delstatshuvudstaden Adelaide.
Trakten runt Mullinger Swamp Conservation Park är nära nog obefolkad, med mindre än två invånare per kvadratkilometer.. Närmaste större samhälle är Frances, omkring 15 kilometer norr om Mullinger Swamp Conservation Park.
Trakten runt Mullinger Swamp Conservation Park består till största delen av jordbruksmark. Genomsnittlig årsnederbörd är 560 millimeter. Den regnigaste månaden är juni, med i genomsnitt 97 mm nederbörd, och den torraste är januari, med 14 mm nederbörd.